# Associazione Calcio Verona 1957-1958

## Divise
| Manica sinistra · Maglietta · Maglietta · Manica destra · Pantaloncini · Calzettoni · Calzettoni | Manica sinistra · Maglietta · Maglietta · Manica destra · Pantaloncini · Calzettoni |

## Rosa
| N. |                   | Ruolo | Calciatore             |
| -- | ----------------- | ----- | ---------------------- |
|    | Italia (bandiera) | P     | Italo Ghizzardi        |
|    | Italia (bandiera) | P     | Gianbattista Servidati |
|    | Italia (bandiera) | D     | Auro Enzo Basiliani    |
|    | Italia (bandiera) | D     | Romano Benedetti       |
|    | Italia (bandiera) | D     | Dalmazio Cuttica       |
|    | Italia (bandiera) | D     | Spartaco Donati        |
|    | Italia (bandiera) | D     | Francesco Rosetta      |
|    | Italia (bandiera) | C     | Luigi Amicarelli       |
|    | Italia (bandiera) | C     | Osvaldo Bagnoli        |
|    | Italia (bandiera) | C     | Pierluigi Cera         |
|    | Italia (bandiera) | C     | Aldo Gaiga             |

| N. |                     | Ruolo | Calciatore           |
| -- | ------------------- | ----- | -------------------- |
|    | Italia (bandiera)   | C     | Attilio Galassini    |
|    | Norvegia (bandiera) | C     | Finn Gundersen       |
|    | Italia (bandiera)   | C     | Enrico Larini        |
|    | Italia (bandiera)   | C     | Gianluigi Stefanini  |
|    | Italia (bandiera)   | C     | Mario Tesconi        |
|    | Italia (bandiera)   | C     | Erasmo Zamperlini    |
|    | Italia (bandiera)   | A     | Franco Bassetti      |
|    | Brasile (bandiera)  | A     | Emanuele Del Vecchio |
|    | Italia (bandiera)   | A     | Vittorio Ghiandi     |
|    | Italia (bandiera)   | A     | Cesare Maccacaro     |
|    | Italia (bandiera)   | A     | Mario Meggiorini     |

## Calciomercato

### Sessione estiva
| Acquisti | Acquisti               | Acquisti          | Acquisti      |
| R.       | Nome                   | da                | Modalità      |
| -------- | ---------------------- | ----------------- | ------------- |
| P        | Gianbattista Servidati | Marzotto Valdagno | definitivo    |
| D        | Dalmazio Cuttica       | Como              | definitivo    |
| D        | Spartaco Donati        | Pro Patria        | definitivo    |
| D        | Francesco Rosetta      | Fiorentina        | definitivo    |
| C        | Luigi Amicarelli       | Napoli            | definitivo    |
| C        | Osvaldo Bagnoli        | Milan             | definitivo    |
| C        | Finn Gundersen         | Skeid             | definitivo    |
| C        | Mario Tesconi          | Venezia           | definitivo    |
| C        | Erasmo Zamperlini      | Palermo           | fine prestito |
| A        | Emanuele Del Vecchio   | Santos            | definitivo    |
| A        | Mario Meggiorini       | Hellas            | definitivo    |

| Cessioni | Cessioni         | Cessioni | Cessioni      |
| R.       | Nome             | a        | Modalità      |
| -------- | ---------------- | -------- | ------------- |
| P        | Lorenzo Piccoli  | Hellas   | definitivo    |
| D        | Sante Begalli    | Genoa    | definitivo    |
| D        | Narciso Donzelli |          | fine carriera |
| C        | Giuseppe Cardano |          | fine carriera |
| C        | Franco Frasi     | Venezia  | definitivo    |
| A        | Gino Bertucco    | Napoli   | definitivo    |
| A        | Franco Stefanini | Como     | definitivo    |

## Risultati

### Serie A

#### Girone di andata
| Arbitro: | Guarnaschelli (Pavia) |

|                                      |           |                            |
| Boniperti 10’ Sívori 35’ Charles 58’ | Marcatori | 55’ Maccacaro 65’ Bassetti |

| Arbitro: | Seipelt |

|               |           |  |
| Gundersen 69’ | Marcatori |  |

| Arbitro: | Marchese (Frattamaggiore) |

|            |           |             |
| Tortul 38’ | Marcatori | 66’ Bagnoli |

| Arbitro: | Rebuffo (Milano) |

|                                 |           |  |
| Maccacaro 13’, 41’ Bassetti 71’ | Marcatori |  |

| Arbitro: | Liverani (Torino) |

|                                                               |           |  |
| Di Giacomo 6’, 57’, 84’ Franchini 14’ (rig.) Novelli 26’, 75’ | Marcatori |  |

| Arbitro: | Marchese (Frattamaggiore) |

|                                        |           |                   |
| Giuliano 29’ (rig.) Tesconi 67’ (aut.) | Marcatori | 39’ (rig.) Larini |

| Arbitro: | Annoscia (Bari) |

|                 |           |  |
| Del Vecchio 21’ | Marcatori |  |

| Arbitro: | Grillo (Afragola) |

|                                   |           |                           |
| Del Vecchio 21’ Bassetti 73’, 88’ | Marcatori | 8’ Lindskog 76’ Pentrelli |

| Arbitro: | Jonni (Macerata) |

|            |           |  |
| Lorenzi 5’ | Marcatori |  |

| Arbitro: | Orlandini (Roma) |

|  |           |              |
|  | Marcatori | 41’ Lojacono |

| Arbitro: | Bonetto (Torino) |

|           |           |            |
| Macor 16’ | Marcatori | 61’ Larini |

| Arbitro: | Mriconi (Roma) |

|                               |           |  |
| Bagnoli 23’, 28’ Bassetti 61’ | Marcatori |  |

| Arbitro: | Annoscia (Bari) |

|                                            |           |                 |
| Dal Monte 6’, 89’ Frignani 30’ Barison 41’ | Marcatori | 22’ Del Vecchio |

| Arbitro: | Liverani (Torino) |

|                                                  |           |                                       |
| Del Vecchio 37’, 70’ Basiliani 48’ Gundersen 83’ | Marcatori | 6’ Galli 21’ Bean 89’ (rig.) Liedholm |

| Arbitro: | Ferrari (Milano) |

|               |           |            |
| Stefanini 64’ | Marcatori | 71’ Hamrin |

| Torino 5 gennaio 1958, ore 14:30 CET 16ª giornata | Talmone Torino     | 0 – 0 | Verona | Stadio Filadelfia\| Arbitro: \| Angelini (Firenze) \| |
| Arbitro:                                          | Angelini (Firenze) |       |        |                                                       |

| Arbitro: | Marchese (Napoli) |

|                   |           |  |
| Larini 71’ (rig.) | Marcatori |  |

#### Girone di ritorno
| Arbitro: | Jonni (Macerata) |

|                                |           |                                    |
| Ghiandi 70’ Garzena 90’ (aut.) | Marcatori | 26’ Sívori 61’ Charles 82’ Corradi |

| Arbitro: | Bonetto (Torino) |

|              |           |                    |
| Aronsson 52’ | Marcatori | 79’ (aut.) Giaroli |

| Arbitro: | Angelini (Firenze) |

|                                     |           |                                    |
| Del Vecchio 39’, 46’, 56’, 83’, 88’ | Marcatori | 18’ (rig.) Tortul 32’, 47’ Firmani |

| Arbitro: | Rebuffo (Milano) |

|                             |           |            |
| Vitali 20’, 56’ Savioni 33’ | Marcatori | 83’ Larini |

| Arbitro: | Annoscia (Bari) |

|                                             |           |                                            |
| Ghiandi 20’, 31’ Larini 75’ Del Vecchio 82’ | Marcatori | 9’ Bertucco 64’ (rig.) Pesaola 85’ Vinício |

| Arbitro: | Bonetto (Torino) |

|  |           |              |
|  | Marcatori | 43’ Lojodice |

| Arbitro: | Angelini (Firenze) |

|            |           |  |
| Maschio 7’ | Marcatori |  |

| Arbitro: | Perego (Milano) |

|                   |           |  |
| Lindskog 69’, 71’ | Marcatori |  |

| Arbitro: | Adami (Roma) |

|                           |           |                                           |
| Ghiandi 76’ Gundersen 85’ | Marcatori | 5’ Bicicli 38’ Tinazzi 57’, 86’ Angelillo |

| Arbitro: | Marchese (Napoli) |

|                                 |           |               |
| Perani 22’ Basiliani 24’ (aut.) | Marcatori | 40’ Galassini |

| Arbitro: | Annoscia (Bari) |

|              |           |                 |
| Lojacono 68’ | Marcatori | 19’ Del Vecchio |

| Arbitro: | Marangio (Roma) |

|               |           |                        |
| Galassini 13’ | Marcatori | 49’ Prenna 79’ Sandell |

| Arbitro: | Kainer |

|             |           |                                |
| Tesconi 29’ | Marcatori | 42’ Dal Monte 51’, 71’ Abbadie |

| Arbitro: | Lo Bello (Siracusa) |

|                             |           |  |
| Fontana 33’ Cucchiaroni 36’ | Marcatori |  |

| Arbitro: | Marchese (Napoli) |

|                          |           |  |
| Brighenti 12’ Hamrin 58’ | Marcatori |  |

| Arbitro: | Rebuffo (Milano) |

|                                |           |  |
| Del Vecchio 11’ Meggiorini 66’ | Marcatori |  |

| Arbitro: | Bonetto (Torino) |

|                                        |           |  |
| Pozzan 7’, 52’ Selmosson 25’ Tozzi 46’ | Marcatori |  |

#### Spareggio interdivisionale
| Arbitro: | Orlandini (Roma) |

|  |           |          |
|  | Marcatori | 66’ Erba |

| Arbitro: | Bonetto (Torino) |

|               |           |  |
| Erba 81’, 85’ | Marcatori |  |

## Statistiche

### Statistiche di squadra
| Competizione | Punti | In casa | In casa | In casa | In casa | In casa | In casa | In trasferta | In trasferta | In trasferta | In trasferta | In trasferta | In trasferta | Totale | Totale | Totale | Totale | Totale | Totale | D.R. |
| Competizione | Punti | G       | V       | N       | P       | Gf      | Gs      | G            | V            | N            | P            | Gf           | Gs           | G      | V      | N      | P      | Gf     | Gs     | D.R. |
| ------------ | ----- | ------- | ------- | ------- | ------- | ------- | ------- | ------------ | ------------ | ------------ | ------------ | ------------ | ------------ | ------ | ------ | ------ | ------ | ------ | ------ | ---- |
| Serie A      | 26    | 17      | 10      | 1       | 6       | 34      | 26      | 17           | 0            | 5            | 12           | 10           | 36           | 34     | 10     | 6      | 18     | 44     | 62     | -18  |
| Spareggio    | -     | 1       | 0       | 0       | 1       | 0       | 1       | 1            | 0            | 0            | 1            | 0            | 2            | 2      | 0      | 0      | 2      | 0      | 3      | -3   |
| Totale       | 26    | 18      | 10      | 1       | 7       | 34      | 27      | 18           | 0            | 5            | 13           | 10           | 38           | 36     | 10     | 6      | 20     | 44     | 65     | -21  |

### Andamento in campionato
| Giornata  | 1  | 2  | 3  | 4 | 5  | 6  | 7  | 8 | 9 | 10 | 11 | 12 | 13 | 14 | 15 | 16 | 17 | 18 | 19 | 20 | 21 | 22 | 23 | 24 | 25 | 26 | 27 | 28 | 29 | 30 | 31 | 32 | 33 | 34 |
| --------- | -- | -- | -- | - | -- | -- | -- | - | - | -- | -- | -- | -- | -- | -- | -- | -- | -- | -- | -- | -- | -- | -- | -- | -- | -- | -- | -- | -- | -- | -- | -- | -- | -- |
| Luogo     | T  | C  | T  | C | T  | T  | C  | C | T | C  | C  | T  | T  | C  | C  | T  | C  | C  | T  | C  | T  | C  | C  | T  | T  | C  | T  | T  | C  | C  | T  | T  | C  | T  |
| Risultato | P  | V  | N  | V | P  | P  | V  | V | P | V  | P  | N  | P  | V  | N  | N  | V  | P  | N  | V  | P  | V  | P  | P  | P  | P  | P  | N  | P  | P  | P  | P  | V  | P  |
| Posizione | 15 | 11 | 12 | 5 | 11 | 12 | 11 | 7 | 9 | 10 | 11 | 12 | 9  | 8  | 9  | 9  | 7  | 9  | 10 | 7  | 9  | 7  | 9  | 10 | 11 | 13 | 15 | 14 | 15 | 18 | 18 | 18 | 18 | 18 |

Legenda:

Luogo: C = Casa; T = Trasferta. Risultato: V = Vittoria; N = Pareggio; P = Sconfitta.

### Statistiche dei giocatori
Sono in corsivo i calciatori che hanno lasciato la società a stagione in corso.
| Giocatore      | Serie A  | Serie A | Spareggio | Spareggio | Totale   | Totale |
| Giocatore      | Presenze | Reti    | Presenze  | Reti      | Presenze | Reti   |
| -------------- | -------- | ------- | --------- | --------- | -------- | ------ |
| L. Amicarelli  | 3        | 0       | 1         | 0         | 4        | 0      |
| O. Bagnoli     | 23       | 3       | -         | -         | 23       | 3      |
| A. Basiliani   | 34       | 1       | 1         | 0         | 35       | 1      |
| F. Bassetti    | 25       | 5       | 2         | 0         | 27       | 5      |
| R. Benedetti   | 3        | 0       | 1         | 0         | 4        | 0      |
| P. Cera        | 1        | 0       | -         | -         | 1        | 0      |
| D. Cuttica     | 29       | 0       | 2         | 0         | 31       | 0      |
| E. Del Vecchio | 27       | 13      | 1         | 0         | 28       | 13     |
| S. Donati      | 3        | 0       | -         | -         | 3        | 0      |
| A. Gaiga       | 5        | 0       | -         | -         | 5        | 0      |
| A. Galassini   | 11       | 2       | -         | -         | 11       | 2      |
| V. Ghiandi     | 23       | 4       | 2         | 0         | 25       | 4      |
| I. Ghizzardi   | 21       | -37     | 2         | -3        | 23       | -40    |
| F. Gundersen   | 22       | 3       | -         | -         | 22       | 3      |
| E. Larini      | 33       | 5       | 2         | 0         | 35       | 5      |
| C. Maccacaro   | 17       | 3       | 2         | 0         | 19       | 3      |
| M. Meggiorini  | 2        | 1       | 1         | 0         | 3        | 1      |
| F. Rosetta     | 23       | 0       | -         | -         | 23       | 0      |
| G. Servidati   | 13       | -25     | -         | -         | 13       | -25    |
| G. Stefanini   | 33       | 1       | 1         | 0         | 34       | 1      |
| M. Tesconi     | 23       | 1       | 2         | 0         | 25       | 1      |
| E. Zamperlini  | -        | -       | 2         | 0         | 2        | 0      |